# 仵姓
仵姓是一個中國姓氏。

## 歷史來源
據《路史》：楚公族有仵氏，一說仵氏與午氏相通。相傳春秋時楚平王聽信費無忌讒言殺伍奢，幷滅門九族，其宗族一員爲避難更姓爲仵。

## 名人
- 元代有仵正臣，樂安人。
- 明代有仵副瑜，浦圻人，正德年間進士。
- 明代仵璪，鳳陽人，本姓午，明初爲翰林學士，賜姓“仵”氏。
- 明朝有建文帝隱姓埋名，流落他鄉，仵氏有埋頭“朱”之說说。

## 外部連結
[在维基数据编辑]
 《欽定古今圖書集成·明倫彙編·氏族典·仵姓部》，出自陈梦雷《古今圖書集成》